# Wallace Bryant (łucznik)
Wallace Bryant (ur. 19 grudnia 1863 w Melrose; zm. 2 maja 1953 w Southern Pines) – amerykański malarz oraz łucznik, medalista olimpijski. Startował w konkurencji łuków klasycznych.

## Życiorys
Ukończył studia w Massachusetts Normal Art School w czerwcu 1884. Następnie studiował w Académie Julian w Paryżu. Później był malarzem portrecistą.
Wystąpił w zawodach łuczniczych na igrzyskach olimpijskich w 1904 w Saint Louis, na których zdobył brązowy medal w rywalizacji drużynowej (jako członek zespołu Boston Archers, w którym występował jego młodszy brat George Bryant, a także Cyrus Edwin Dallin i Henry B. Richardson). W konkurencjach indywidualnych zajął 4. miejsce w Double York Round i 5. miejsce w Double American Round (w obu zwyciężył George Bryant).

## Rodzina
Jego żoną była Nanna Matthews Bryant (pobrali się w 1898, rozstali ok. 1917) był malarką i rzeźbiarką. Młodszy brat George był trzykrotnym medalistą igrzysk olimpijskich w 1904 w łucznictwie.